# Príncipe Dōjo
El 'Príncipe Dōjo (道助入道親王 Dōjo-nyūdōshinnō' ?,  7 de noviembre de 1196-28 de febrero de 1249) fue un príncipe de la Familia Imperial Japonesa que se había convertido en un monje budista o Nyūdōshinnō (入道親王?), y que vivió a comienzos de la era Kamakura. Su padre fue el Emperador Go-Toba y su madre fue la hija del Naidaigon Hōmon Kiyonobu, sus hermanos fueron el Emperador Tsuchimikado (de la misma madre), el Príncipe Masanari y el Emperador Juntoku. Su nombre previo a su conversión religiosa fue Príncipe Nagahito (長仁親王 Nagahito-shinnō?). Es considerado como uno de los treinta y seis nuevos inmortales de la poesía.
En 1199 recibió la proclamación imperial como príncipe. En 1201 ingresó al templo budista de Ninna-ji y en 1206 se convirtió en un monje budista y aceptó los preceptos del Vinaya, teniendo como tutor al príncipe imperial y monje budista, el Príncipe Dōhō. En 1212 se convierte en un acariya o maestro budista y en 1214 sucede a su tutor como octavo monzeki del templo Ninna-ji. Fue capellán de su padre cuando estuvo exiliado y arrrestado luego de la Guerra Jokyū; en 1239 se retiró al Monte Kōya donde fallecería 10 años después.
Como poeta waka participó en varios concursos de waka en 1220, 1225 y 1248 y también fue organizador de otros concursos. Algunos de sus poemas fueron incluidos en la antología imperial Shinchokusen Wakashū y 38 de éstos serían incluidos en las diversas antologías.